# Ricardo Bedoya
Ricardo Bedoya Wilson es un abogado, profesor universitario, crítico de cine, guionista y youtuber peruano.

## Biografía
Es considerado el mayor especialista de historia del cine peruano según La República. Ha compaginado la investigación y publicación sobre el tema en revistas como Hablemos de cine, La gran ilusión y Ventana indiscreta con la docencia en la Facultad de Comunicación de la Universidad de Lima.
Desde 2019, junto con José Carlos Cabrejo, director de la revista de cine Ventana Indiscreta, conduce el podcast Páginas indiscretas.
Asimismo, desde 2023, publica diversas reseñas y comentarios sobre cine en el canal de YouTube Mal de ojo. Desde febrero de 2025, se emite una versión en pódcast en la que analiza la actualidad cinematográfica junto a Rodrigo Bedoya.

## El placer de los ojos
Desde el 26 de noviembre de 2000, cuando el Instituto Nacional de Radio y Televisión del Perú (IRTP) se encontraba bajo reestructuración por el gobierno de Valentín Paniagua, hasta el 14 de octubre de 2023, Jaime Bedoya condujo el programa de cine El placer de los ojos en TV Perú. Este programa se destacaba por centrarse en la cinematografía nacional e internacional.
El 15 de noviembre de 2020, Bedoya renunció a TV Perú debido a las presiones ejercidas sobre el canal por el gobierno de Manuel Merino en el contexto de las protestas sociales. Posteriormente, regresó brevemente como presentador antes de retirarse definitivamente.

## Obras
Bedoya ha publicado varios libros sobre cine:
- 100 años de cine en el Perú (1992)
- Un cine reencontrado: diccionario ilustrado de las películas peruanas (1997)
- Entre fauces y colmillos: las películas de Francisco Lombardi (1997)
- Imágenes del cine en el Perú (1999)
- Ojos bien abiertos: El lenguaje de las imágenes en movimiento (2003, en coautoría con Isaac León Frías)
- Breve encuentro: una mirada al cortometraje peruano (2005)
- El cine silente en el Perú (2009)
- El cine sonoro en el Perú (2009)
- El cine peruano en tiempos digitales (2015)
- El Perú imaginado: representaciones de un país en el cine internacional (2017)
- El cine latinoamericano del siglo XXI: tendencias y tratamientos (2020)
- Rondas, fanfarrias y melancolía: aproximaciones a la obra de Federico Fellini (2020, como editor del volumen)
- Del blockbuster al autorretrato: apuntes sobre el cine de hoy (2023)